# Acoplamento (ferrovia)

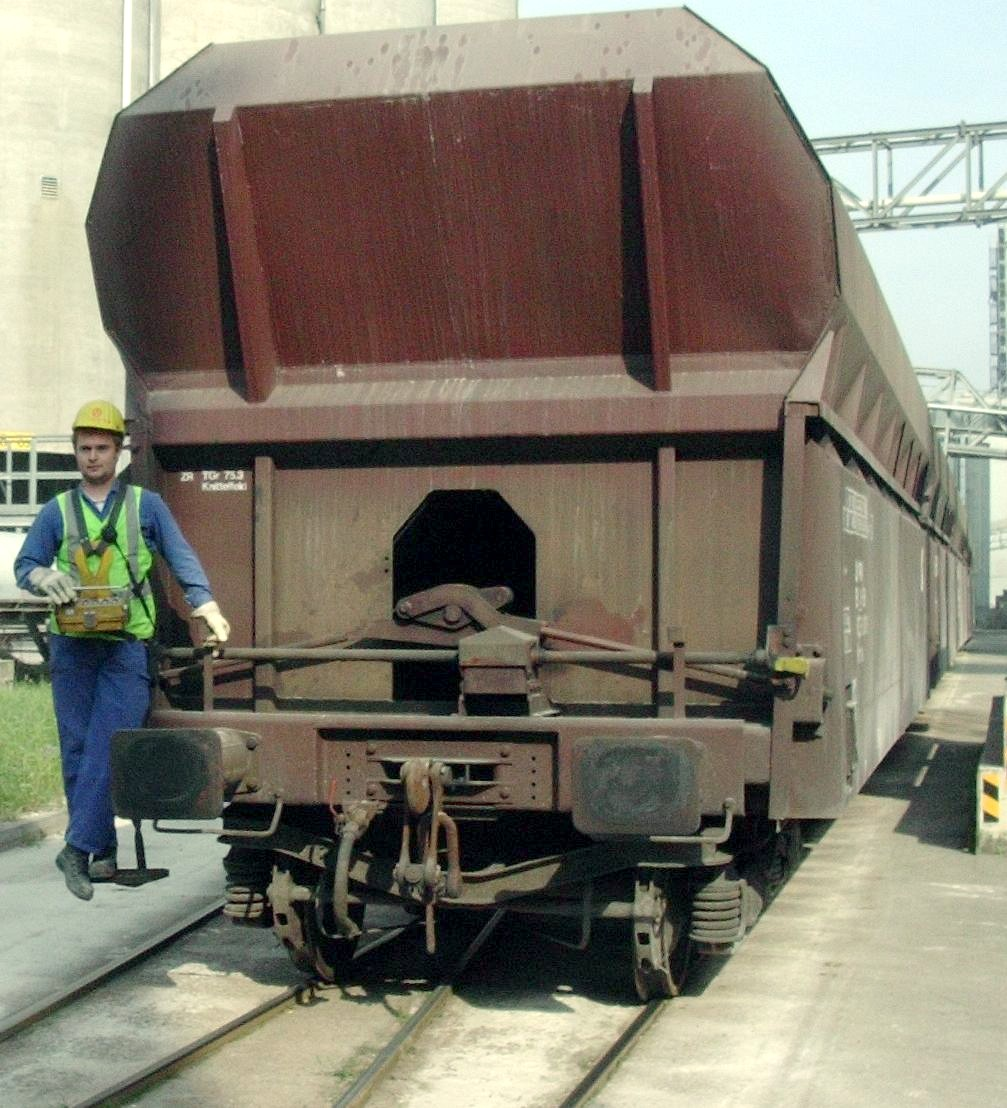
Um auxiliar de acoplamento
com um rádio controle.

O termo acoplamento (em inglês:  shunting - nos Estados Unidos: switching; em francês:  marche en manœuvre), em operações ferroviárias, designa o processo de manobras e operações complementares sobre o material rodante, que visam interligá-los de forma ordenada para compor um trem (português brasileiro) ou comboio (português europeu).
Esse processo, geralmente ocorre em vias auxiliares, e quando está completo, o trem é levado para a via permanente. O processo oposto: de realizar manobras para separar o material rodante que compõe um trem, recebe a designação de "desacoplamento".